# 大王製紙

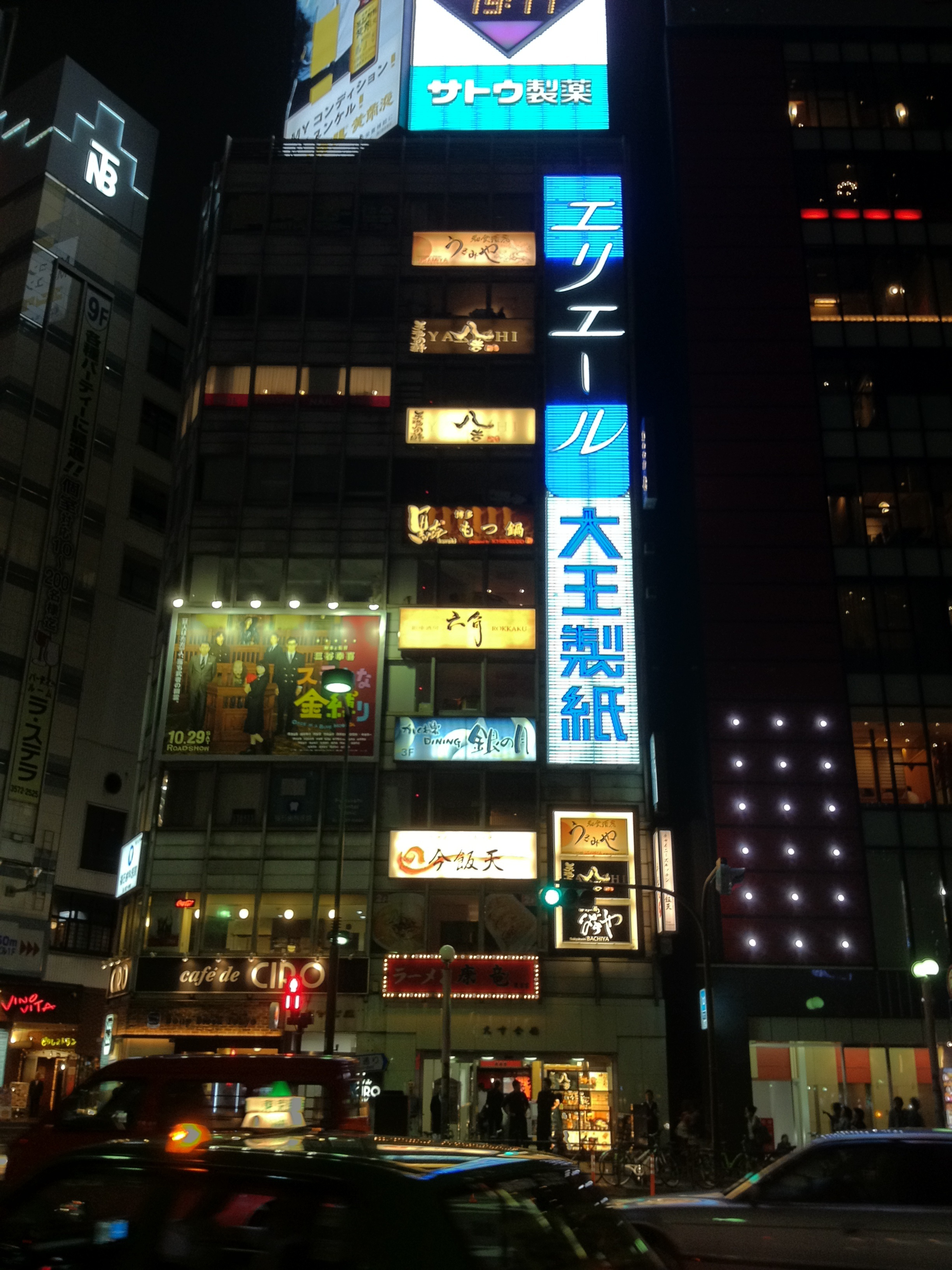
大王製紙廣告

大王製紙（日语：／ Daiō Seishi）是總部位於日本愛媛縣的大型上市紙業公司，屬於三和財閥系統。

## 概要
1942年的二戰時期由四国紙業等14家企業合併，初期以和紙產品為主，戰後開始洋紙製造。1956年買下並擴張銅山川廠區，隔年股票上市。
1962年跳票1億6千萬日幣震驚社會股票下市，後請求政治力介入適用會社更生法，破產重組再出發，1970年代隨著品牌的家庭用紙與衛生紙事業成功逐漸上軌道，1982年再次上市，隨著日本經濟起飛成為巨型財團。1989年建設秋田市大型紙業工廠區，但日本泡沫破裂導致1995年放棄計畫。2001年進入小型發電事業，開始向電網售電。
2007年從國際公司P&G手中買下日本區Attento品牌，2011年建立東南亞廠區，之後並收購日清紡控股公司的紙業事業部門。2011年爆發會長井川意高侵吞公司106億元款項事件，多數用於賭博，2012年判刑4年確定。
現在於美國奧勒岡州和韓國首爾、中國南通市都有子公司廠區。